# Cephalaria
Cephalaria é um gênero botânico pertencente a família das Dipsacaceae.
São plantas com flores, herbáceas, anuais ou perenes, que crescem de 0,8 a 2 m de altura. São nativas do sul da Europa, região central e ocidental da Ásia, e do norte ao sul da África.
Algumas espécies são cultivadas como plantas ornamentais em jardins. A espécie mais popular é a  C. gigantea,  originária do Cáucaso, perene com folhas verdes-escuras e flores amarelas.

## Principais espécies
| - Cephalaria alpina - Cephalaria ambrosioides - Cephalaria aristata - Cephalaria coriacea - Cephalaria flava - Cephalaria gigantea - Cephalaria joppica - Cephalaria laevigata - Cephalaria leucantha - Cephalaria linearifolia | - Cephalaria litvinovii - Cephalaria pastricensis - Cephalaria radiata - Cephalaria setulifera - Cephalaria squamiflora - Cephalaria scabra - Cephalaria syriaca - Cephalaria tchihatchewii - Cephalaria transylvanica - Cephalaria uralensis |